# Al-Ahli Saudi FC
Al-Ahli Saudi Football Club (arabă النادي الأهلي السعودي) (cunoscut și cu numele de Al-Thaghar) este un club sportiv din Jeddah, Arabia Saudită. A câștigat  Campionatul de fotbal din Arabia Saudită patru anotimpuri, în 1968, 1978,1984 și 2016.
Al-Ahli a fost primul club din Arabia Saudită care a câștigat competiția în 1968 și este singurul club din Arabia Saudită care a câștigat de 13 ori Cupa Regelui.

## Palmares
- Campionatul de fotbal din Arabia Saudită: 3
  - Campioni : 1978, 1984, 2016
- Cupa Prințului: 6
  - Campioni : 1957, 1970, 1998, 2002, 2007, 2015
- Cupa Regelui: 13
  - Campioni : 1962, 1965, 1969, 1970, 1971, 1972, 1977, 1978, 1979, 1983, 2011, 2012, 2016
- Cupa Federației Arabiei Saudite: 5
  - Campioni : 2001, 2002, 2007, 2012, 2013
- Supercupa Saudită 1: 2016
- Cupa clubului de golf 3: 1985, 2002, 2008
- Cupa Cluburilor Arabe 1: 2003
- Cupa internațională a prieteniei 2: 2001, 2002
- Cupa Ligii Campionilor Al Masif 3: 1966, 1974, 1982
- Cupa Campionatului EPIC 1: 2014
- Campionatul Regiunii Vest 10: 1962, 1965, 1968, 1969, 1970, 1971, 1972, 1973, 1974, 1976
- Campionatul Ligii Orașului Jeddah 2: 1961, 1962
- Cupa regiunii Mecca 1: 1967
- Liga Campionilor Asiei 1: 2025

## Lot actual
La 9 august 2025.
| Nr. |                | Poziție | Jucător              |
| --- | -------------- | ------- | -------------------- |
| 1   | Arabia Saudită | P       | Abdulrahman Al-Sanbi |
| 3   | Brazilia       | F       | Roger Ibañez         |
| 6   | Arabia Saudită | F       | Bassam Al-Hurayji    |
| 7   | Algeria        | A       | Riyad Mahrez         |
| 8   | Arabia Saudită | M       | Sumayhan Al-Nabit    |
| 9   | Arabia Saudită | A       | Firas Al-Buraikan    |
| 10  | Franța         | M       | Enzo Millot          |
| 13  | Brazilia       | A       | Galeno               |
| 14  | Arabia Saudită | M       | Abdullah Otayf       |
| 15  | Arabia Saudită | F       | Abdullah Al-Ammar    |
| 16  | Senegal        | P       | Édouard Mendy        |
| 17  | Arabia Saudită | A       | Haitham Asiri        |
| 19  | Arabia Saudită | M       | Fahad Al-Rashidi     |
| 21  | Arabia Saudită | P       | Emad Al-Fadda        |
| 26  | Arabia Saudită | F       | Fahad Al-Hamad       |

| Nr. |                  | Poziție | Jucător                      |
| --- | ---------------- | ------- | ---------------------------- |
| 27  | Arabia Saudită   | F       | Ali Majrashi                 |
| 28  | Turcia           | F       | Merih Demiral                |
| 29  | Arabia Saudită   | F       | Mohammed Abdulrahman         |
| 30  | Arabia Saudită   | M       | Ziyad Al-Johani              |
| 31  | Arabia Saudită   | F       | Saad Balobaid                |
| 32  | Belgia           | F       | Matteo Dams                  |
| 39  | Arabia Saudită   | M       | Yaseen Al-Zubaidi            |
| 40  | Arabia Saudită   | M       | Ali Al-Asmari                |
| 45  | Arabia Saudită   | A       | Abdulkarim Darisi            |
| 46  | Arabia Saudită   | F       | Rayan Hamed                  |
| 47  | Arabia Saudită   | A       | Saleh Abu Al-Shamat          |
| 62  | Arabia Saudită   | P       | Abdullah Abdoh               |
| 79  | Coasta de Fildeș | M       | Franck Kessié (vice-căpitan) |
| 88  | Arabia Saudită   | F       | Abdulelah Al-Khaibri         |
| 99  | Anglia           | A       | Ivan Toney                   |

## Jucătorul anului
| An      | Câștigător         |
| ------- | ------------------ |
| 2009–10 | Abdulrahim Jaizawi |
| 2010–11 | Victor Simões      |
| 2011–12 | Taisir Al-Jassim   |
| 2012–13 | Mustafa Al-Bassas  |
| 2013–14 | Taisir Al-Jassim   |
| 2014–15 | Omar Al Soma       |
| 2015–16 | Omar Al Soma       |
| 2016–17 | Yasser Al-Mosailem |
| 2017-18 | Omar Al Soma       |
| 2018-19 | Djaniny            |
| 2019-20 | Omar Al Soma       |
| 2020-21 | Omar Al Soma       |
| 2021-22 | Omar Al Soma       |
| 2022-23 | Ryad Boudebouz     |

## Antrenori notabili
- Valdir Pereira (Didi) 1978 - 1981
- Telê Santana 1983 - 1985
- Mahmoud El-Gohary 1985
- Luiz Felipe Scolari 1990 - 1991
- Carlos Roberto Cabral 1993 - 1994
- Moscofetch Nebosha 2007 - 2008
- Leandro Mendel 2008
- Stoycho Mladenov 2008 - 2009
- Gustavo Alfaro 2009
- Sergio Farias 2010